# HD 223428
HD 223428，又名BD-16 6373，SAO 165905、HR 9021，是一颗恒星，视星等为6.24，位于銀經67.89，銀緯-71.75，其B1900.0坐标为赤經23h 44m 21.6s，赤緯-16° -71.75′ 59″。